# Pyronia tessalensis
Pyronia tessalensis är en fjärilsart som beskrevs av Jules Leon Austaut 1880. Pyronia tessalensis ingår i släktet Pyronia och familjen praktfjärilar. Inga underarter finns listade.